# Pietro Pollini
Pietro Pollini (Mendrisio, 28 dicembre 1828 – Mendrisio, 2 aprile 1889) è stato un avvocato e politico svizzero-italiano.

## Biografia
Originario di Mendrisio, era figlio di Giovanni Battista e di Caterina Torriani. Dopo aver conseguito il dottorato presso l'Università di Torino, svolse l'attività di avvocato e notaio dal 1853 al 1889. Membro del Partito Liberale Radicale, fu eletto nel Consiglio di Stato dal 1873-1876 (organismo che presiedette nel biennio 1875-1876); fu deputato al Gran Consiglio ticinese dal 1877 al 1889.